# Episodi di Heartland (prima stagione)
La prima stagione della serie televisiva Heartland è andata in onda sulla rete canadese CBC dal 14 ottobre 2007 al 24 febbraio 2008. In Italia la stagione è stata trasmessa da Rai 1 a partire dal 30 maggio 2010, ogni domenica, e in replica dall'8 agosto 2011, dal lunedì al venerdì.
| nº | Titolo originale      | Titolo italiano          | Prima TV Canada  | Prima TV Italia |
| -- | --------------------- | ------------------------ | ---------------- | --------------- |
| 1  | Coming Home           | Ritorno a casa           | 14 ottobre 2007  | 30 maggio 2010  |
| 2  | After the Storm       | Dopo la tempesta         | 21 ottobre 2007  | 6 giugno 2010   |
| 3  | Breaking Free         | Il giorno della festa    | 28 ottobre 2007  | 13 giugno 2010  |
| 4  | Taking Chances        | La lettera               | 4 novembre 2007  | 20 giugno 2010  |
| 5  | The Best Laid Plans   | Il video di Lou          | 2 dicembre 2007  | 27 giugno 2010  |
| 6  | One Trick Pony        | Un ospite inatteso       | 9 dicembre 2007  | 4 luglio 2010   |
| 7  | Come What May         | Un'avventura da cow-boy  | 6 gennaio 2008   | 11 luglio 2010  |
| 8  | Out of the Darkness   | Il segreto è nel passato | 13 gennaio 2008  | 18 luglio 2010  |
| 9  | Ghost from the Past   | Fantasmi dal passato     | 20 gennaio 2008  | 18 luglio 2010  |
| 10 | Born to Run           | Nato per correre         | 3 febbraio 2008  | 25 luglio 2010  |
| 11 | Thicker Than Water    | Nuovi amori              | 10 febbraio 2008 | 1º agosto 2010  |
| 12 | Rising from the Ashes | Niente dura              | 17 febbraio 2008 | 8 agosto 2010   |
| 13 | Coming Together       | Finalmente insieme       | 24 febbraio 2008 | 8 agosto 2010   |